# Pseuderiopus spotha
Pseuderiopus spotha là một loài bướm đêm trong họ Noctuidae.